# Yungipicus
Yungipicus — рід дятлоподібних птахів родини дятлових (Picidae). Представники цього роду мешкають в Східній і Південно-Східній Азії.

## Систематика
Представників цього роду довгий час відносили до роду Дятел (Dendrocopos), однак за результатами молекулярно-генетичного дослідження, опублікованого в 2015 році, вони були віднесені до відновленого роду Yungipicus. Рід Yungipicus є сестринським по відношенню до роду Трипалий дятел (Picoides).

## Види
Виділяють сім видів:
- Дятел сулавеський (Yungipicus temminckii)
- Дятел рудоголовий (Yungipicus nanus)[10]
- Дятел сіролобий (Yungipicus canicapillus)
- Дятел філіпінський Yungipicus maculatus
- Дятел сулуйський (Yungipicus ramsayi)[11]
- Дятел малазійський (Yungipicus moluccensis)
- Дятел бурощокий (Yungipicus kizuki)

## Етимологія
Наукова назва роду Yungipicus походить від сполучення наукових назв родів Крутигловка (Jynx) і Жовна (Picus).